# Melek (Vorname)
Melek ist ein je nach Herkunft männlicher oder weiblicher Vorname.

## Herkunft und Bedeutung
Als Frauenname ist Melek türkischer Herkunft und bedeutet „Engel“, ist jedoch ursprünglich arabischer Herkunft.
Als Männernname ist Melek eine alternative Transkription von hebräisch מֶלֶך mælæḵ und bedeutet „[JHWH ist] König“. – Vergleiche: Malik

## Verbreitung
Der Name Melek zählt in der Türkei zu den beliebtesten Mädchennamen. Im Jahr 2023 erreichte er zum ersten Mal seit 2000 nicht die Top-50 der Vornamenscharts. Seit 1980 zählte er zweimal zur Top-20 der Vornamenscharts (Rang 19 in 1985; Rang 17 in 2009).
In Deutschland ist Melek fast ausschließlich als Frauenname geläufig. Seit 2010 zählt er zu den 300 beliebtesten Mädchennamen (Ausnahme: 2013). Mit Rang 193 erreichte der Name seine bislang höchste Platzierung im Jahr 2020. Im Jahr 2024 belegte er in der Hitliste Rang 226. Besonders beliebt ist der Name in Bremen, Berlin und Nordrhein-Westfalen. Zwischen 2010 und 1023 wurde er in Deutschland etwa 3500 Mal als erster Vorname vergeben. Das durchschnittliche Alter einer in Deutschland lebenden Person namens Melek ist 18 Jahre.

## Varianten

### Türkischer Frauenname
- Arabisch: ملك maʾlak
- Aserbaidschanisch: Mələk

### Hebräischer Männername
- Bulgarisch: Мелех Melech
- Deutsch: Melech
- Englisch: Melech
- Französisch: Mélek, Mélec
- Hebräisch: מֶלֶך mælæḵ
- Italienisch: Melec
- Niederländisch: Melech
- Portugiesisch: Meleque
- Russisch: Мелех Melech, Малик Malik
- Spanisch: Melec, Mélec
- Tschechisch: Melech
- Ukrainisch: Мелхил Melchil
- Ungarisch: Mélek

## Namensträger

### Weibliche Namensträger
- Melek Baklan (* 1946), deutschsprachige Autorin und Sozialarbeiterin türkischer Herkunft
- Melek Celâl (1896–1976), türkische Künstlerin
- Melek Diehl (1976–2008), deutsche Schauspielerin
- Melek Görgün (* 1949), türkische Schauspielerin
- Melek Hu (* 1989), türkische Tischtennisspielerin
- Melek Mosso (* 1988), türkische Musikerin

### Männliche Namensträger
- Melek Ahmed Pascha († 1662), osmanischer Staatsmann, Provinzgouverneur und Großwesir
- Melek Ibrahim Pascha (1595–1685), osmanischer Heerführer